# Носань Сергій Лукич
Носань Сергій Лукич (нар. 1 липня 1939 — пом. 23 лютого 2019) — український поет, прозаїк, драматург, публіцист. Член Національної спілки письменників України. Заслужений діяч мистецтв України.

## Біографічні відомості
Носань Сергій Лукич народився 1 липня 1939 року на хуторі Дубинка  Іркліївського району Полтавської області (з 1954 р. територія Черкащини) у працьовитій хліборобській родині. Він був ще зовсім малим, коли батько пішов на війну і не повернувся. Усі сімейні турботи лягли на плечі матері, яка працювала у рільничій бригаді.
Перші чотири початкові класи закінчив у своїй Дубинці, восьмирічку — в сусідньому селі Панське, а вже десятирічку довершував у селі Мельники.
Після закінчення школи працював у будівельній бригаді. Наступними віхами життя були служба в армії, робота на переправі (на поромі). 1967 року закінчив Черкаський педагогічний інститут. Працював матросом, учителем, журналістом, викладачем інституту.
Товаришував із Григором Тютюнником.
Автор оповідань, повістей: «Стежка в зеленому житі» (1976), «Час глибокої осені» (1979), «Високі, високі гори» (1984), «Вогонь, що спалює дотла» (1989), «Пір'їна з крила Жар-птиці» (про народного майстра з Кам'янки Макара Муху), «Осіннє золото» (2004); романів: «Метеори» (1986), «Голгофа любові», «Пласти»; нарисів «Геній правда», «Ой, Дніпро, Дніпро»; поетичних драм «Остання мить» (про лицаря української поезії Василя Симоненка), «Судна ніч» (про Богдана Хмельницького), «Богом даний я народу», «Мазепа»; п'єс про Т. Шевченка «Та не однаково мені…», про Софію Потоцьку, чиїм ім'ям названо парк «Софіївку» в Умані — перлину паркової архітектури світового значення «Моя любове, моя Мадонно», трагікомедій «Монолог» та «Ювілей» та ін.
Лауреат обласної літературної премії «Берег надії» імені Василя Симоненка (1994) та літературно-мистецької премії імені Михайла Старицького (2001).
Працював редактором Черкаської обласної державної телерадіокомпанії.
Пішов з життя 24 лютого 2019 року у м. Черкаси.

## Творчість
Література приваблювала Сергія Носаня давно. Ще в п'ятому класі він створив одноактівку зі шкільного життя «Горобчик», у якій сам виконав головну роль. З того часу письменник залишився вірним літературі. Пише про побачене, вистраждане.

### Проза
Перше оповідання «Пісня для тебе» було опубліковано у «Сільських вістях» у 1972 році. Далі були ще оповідання, вірші та етюди.
Уже першу повість С. Носаня «Стежка в зеленому житі» (1976) помітив метр української прози, великий Олесь Гончар і тепло привітав у пресі молодого автора. Надзвичайно високо оцінив видатний майстер і наступну — екологічну повість Сергія Носаня «Ой, Дніпро, Дніпро!..», де автор на ґрунті багатющого документального матеріалу зболено розповідає, вдаючись до метафоричних узагальнень, про сотні тисяч гектарів безцінних земель, потоплених гнилими водами Кременчуцького та інших так званих «рукотворних морів» Дніпровського каскаду, про тисячі знищених тими ж «морями» древніх сіл, серед яких і рідна авторові Дубинка, що стала прототипом зображеного в повісті хутора, про ту страшну матеріальну, а ще страшнішу — непоправну моральну — шкоду, злочинно завдану Україні і її народові в часи безглуздих компартійних дороговказів.
Широкий розголос мав роман С. Носаня «Голгофа любові» (1989) про самовіддану дружину декабриста Василя Давидова Олександру Давидову, яка, маючи вже шестеро маленьких діток, з нашої Кам'янки помандрувала за чоловіком в Сибір на каторгу і прожила там, підтримуючи його до самої смерті, 25 довгих тяжких років. Збираючи матеріал для роману «Голгофа любові», він їздив по Сибіру, місцями каторжних робіт і поселень декабристів.
У 2009 році було видано вибрані твори С. Носаня.

#### Іронічна проза
Окрему сторінку творчості посідає «іронічна проза» С. Носаня. Варто згадати такі гумористичні та сатиричні твори: «Хобі» (1980), «Скільки тій людині треба?» (1987), «Мужність», «Лящі» (1989), «Джерело», «Витівки прибульців» (1990), «Мамонто-динозаврія», «Життя покаже…», «Вишняк», «З ранку до вечора», «Субординація», «Трибуна» (1991), «Аванс», «Приступаємо до розсекречення», «Даєш!..» (1992), «Помітний крок, (або Прес-служба представника прези-дента в районі „Ч“ повідомляє)» (1994), «Мер і мер-седес», «Маразм» (1995), «Пір'я, або Портрети з натури» (1997), «Українська правиця; Гарант, або Як утворюються партії» (2001), «Самоврядування» (2002), «Усмішка любові», «Святий дух», «Золоті стегенця» (2004), «Батьківщина-мати кличе», «Качине око», «Русалонька» (2005), «Диваківці, або Котигорошко і Понтій Пілат з Холодного Яру» (2008), Протягом 1999—2004 років виходило вибране з його іронічної прози.

### Поезія
Микола Жулинський, академік, директор Інституту літератури НАН України, лауреат Національної премії імені Тараса Шевченка, так висловився про його поетичну творчість:

| «Чудова поетична мова, прозорий стиль, яскрава й оригіналь-на художня палітра бачення людських характерів і земного жит-тя взагалі з притаманним авторові філософським заглибленням і осмисленням.» |

### Драматичні твори
У 1990 році було опубліковано «По схрещених мечах, або Остання ніч з життя поета Василя Симоненка» — фрагмент з однойменної поетичної драми-феєрії.
Автор поетичних драм, п'єс.

#### Поетична драма «Остання мить»
Дія п'єси «Остання мить» гранично сконденсована в часі. Поет показаний в останню мить перед вічністю, коли перед ним проходить все його коротке, як спалах, 28-річне життя, взяте не в побутовому плані, а в чисто духовному. Ось чому в п'єсі не треба дошукуватися скрупульозної побутової подібності її героя до свого прототипу. Образ Поета ідентифікується із Симоненковою поезією. Це духовний портрет Василя Симоненка. Звідси й Поетові передсмертні видіння, в яких йому являються герої власних творів — Мати, вона ж і Вітчизна, його Дід, Дядько-«злодій», Дурило, баба Онися, Любов Поета. Крізь призму своїх героїв і оглядає поет життєвий шлях. І хоч Муза (світле начало, уособлення Життя Поета) і Смерть ведуть боротьбу за Поета в цю останню мить, насправді свій вибір між життям і смертю він зробив значно раніше, коли зважився сказати людям страшну правду. Отож, зустрівшись з Дідом у потойбічному світі й чує від нього Поет:
| Сказати правду закортіло? А не сказав би — не боліло б, І там би, на землі, спокійно жив... За правду — не прощають, брате... |
С. Носань показав символічну сцену «Побиття Поета», якою починається перша картина. Сцена трагічна. Вона є своєрідним прологом, у якому сконденсовано все життя Поета: тут і слава, і квіти, і ненависть яничарів, і жорстока розв'язка — смертельне побиття Поета-патріота. Страшні, моторошні слова Смерті примушують нас ще й ще раз задуматися: як ми живемо, що ми за народ такий самоїдський:
| – Іще одному, свої своєму — вкоротили путь. |
Вибір Поет зробив фактично не в останню мить, а значно раніше, всім своїм життям, саме цей безкомпромісний вибір і привів його до передчасної останньої миті. У п'єсі це Поетове рішення змальовано за сценічними законами в заключній сцені «Вибір». Смерть на прохання Життя (Музи Поета) дає Поетові останній шанс — вибрати одну з двох чаш, яку йому треба випити. Одна дарувала життя не духовне, а фізичне, і мала бути куплена забуттям усіх тривог уярмленої України, її народу. Друга, наповнена цими тривогами гірка чаша, приводила до неминучої фізичної смерті. Поет вибрав ту, другу, з людськими болями й тривогами, з болем, тривогою Батьківщини й випиває її до дна. І з'являється маленький Син Поета і слухає його заповіт, який ось уже четверте десятиріччя є й нашим заповітом:
| Можна все на світі вибирати, сину, Вибрати не можна тільки Батьківщину. |

### Публіцистичні твори
Почав публікуватися з 1972 року.

### Твори для дітей
Його твори для дітей «Сонячний ранок», «Чисті плеса» та «Остання двійка» включені до антології дитячих оповідань українських письменників та до «Читанок» для 1-го і 2-го класів.